# Allan Hyde
Allan Hyde (nacido el 20 de diciembre de 1989) es un actor danés de teatro, cine y televisión. También ha cantado una canción de la versión danesa de la banda sonora de la película Camp Rock. También ha doblado la voz del personaje de Ron Weasley (personificado por Rupert Grint) en el doblaje danés de las películas de Harry Potter. Su papel más reciente y conocido a nivel internacional es el del vampiro Godric en la serie de televisión True Blood de la HBO. Habla con fluidez inglés, danés, alemán y francés.

## Filmografía / Carrera

### Televisión
- 2900 Happiness (2008) ... Max
- Album (2008) ... Martin
- True Blood (4 episodios, 2009) ... Godric

### Películas
- Implosion (2008) ... Thomas
- En Forelskelse (Awakening) (2008) ... Carsten
- Cykeltaxa (Ricksaw) (2008) [Cortometraje]... Director/Guionista
- Sidste Kys (Please Stay) [Cortometraje] (2009) ...Søren Grinderslev Hansen
- La versión danesa de "Camp Rock"
- La leyenda del gigante de la montaña (2017) ... Príncipe Fredrik

### Teatro
- Los miserables (2002) ... Gavroche
- Sound Of Music (2004) ... Friedrich
- Peters Christmas (2005-2006) ... Rasmus
- Uncle Danny (2006) ... Dan

### Anime
- versión danesa de "Ginga Densetsu Weed" (2007) ... Weed

### True Blood
En el año 2009 participó en la serie televisiva de True Blood, interpretando a Godric, un vampiro de más de dos mil años. Su personaje aparece en cuatro episodios de la segunda temporada. Su personaje tuvo una buena acogida entre la audiencia y su creador, Alan Ball dijo que apareciera en varias escenas del pasado de la serie en una entrevista. Allan Hyde retomó el papel de Godric en la tercera temporada, donde aparece en el último episodio, esta vez en forma de fantasma, hablándole a su progenie, Eric.

## Premios
- 2009 - Premio Robert al mejor cortometraje por Awakening.